# 根室市立珸瑤瑁小学校
根室市立珸瑤瑁小学校（ねむろしりつ ごようまいしょうがっこう）は、かつて北海道根室市珸瑤瑁一丁目にあった公立小学校。根室半島先端部の同市珸瑤瑁地区および納沙布地区を通学区域としていた。
なお、地名の漢字表記については、「珸瑤瑁」と「珸瑶瑁」が混用されている。市や道、海上保安庁、国土地理院などの行政をはじめ、あらゆる分野でかなりの割合で混用されているが、本項では同校校門の表札に刻まれている「瑤」で統一する。
2013年3月31日閉校し、共和小・華岬小・温根元小・歯舞中とともに、根室市立歯舞小中学校（現 根室市立歯舞学園）へ統合された。
北海道最東端の納沙布岬の2kmほど手前に位置し、小学校として、また学校教育法による学校として、日本で最も東にある学校だった。所在地の経度は東経145度48分04秒。校庭には「日本最東端の学校」の碑がある。
北方領土への理解を深めるため、北海道根室支庁の北方領土対策室職員により、同校の1年生を対象として、授業時間の中で絵本やぬり絵を用いた「四島教室」を2005年より実施していた。
運動会は、近隣の珸瑤瑁保育園と合同で開催されていた。

## 概要
- 学級数：6 （特殊学級（知的）1を含む、2005年5月1日現在）
- 閉校時の児童数：36[2][3]
- 閉校時の校長：粥川敏宏[3]
- 本務教員数：9
- 本務職員数：2
- 学校給食：あり
- へき地学校指定級：1級

## 沿革
- 1899年（明治32年）7月26日 - 珸瑤瑁教育簡易所として発足
- 1907年（明治40年） - 珸瑤瑁尋常小学校になる
- 1947年（昭和22年） - 中学校を併置する
- 1947年（昭和22年） 6月5日 - 分校（1949年に、歯舞村立温根元小学校として独立）が設立される
- 1970年（昭和45年） - 中学校が歯舞中学校に統合される
- 2013年（平成25年)3月31日 - 閉校

## 交通
- 北海道旅客鉄道根室本線根室駅前ターミナルから根室交通の路線バス納沙布線「珸瑤瑁港入口」下車すぐ
- 北海道道35号根室半島線